# Ioan Timaru
Ioan Timaru (* 25. März 1974 in Bălan) ist ein rumänischer Eishockeyspieler, der bei Steaua Bukarest in der Rumänischen Eishockeyliga unter Vertrag steht.

## Karriere

### Club
Ioan Timaru, spielt seit Beginn seiner Karriere bei Steaua Bukarest. Mit dem Club aus der Hauptstadt gewann er 1998, 1999, 2001, 2002, 2003, 2005 und 2006 den rumänischen Meistertitel. In den Jahren 1998 (Frühjahr), 1998 (Herbst), 1999, 2000, 2002, 2004, 2005, 2008, 2011(Herbst) und 2012 gewann er zudem mit Steaua den rumänischen Eishockeypokal. In der Spielzeit 2013/14 war er gemeinsam mit Stanislav Eis vom CSM Dunărea Galați hinter seinem Mannschaftskameraden Constantin Mircea zweitbester Torschütze der rumänischen Liga. Insgesamt drei Jahre spielte er mit seiner Mannschaft auch in der multinationalen MOL Liga.

### International
Timaru war bereits im Juniorenbereich bei Weltmeisterschaften aktiv. 1990, 1991 und 1992 nahm er an der B-Europameisterschaft der U18-Junioren teil. 1993 und 1994 spielte er bei den U20-B-Weltmeisterschaften.
Sein Debüt in der Herren-Nationalmannschaft gab er bei der B-Weltmeisterschaft 1994. Auch 1995, als er zum besten Spieler seiner Mannschaft gewählt wurde, spielte er in der B-Gruppe, musste mit den Rumänen aber den Abstieg in die C-Gruppe hinnehmen, in der er dann 1996, 1997, 1998, 1999 und 2000 antrat. Nach der Umstellung auf das heutige Divisionssystem spielte er 2001, 2006, 2008, als er zweitbester Scorer und Vorbereiter jeweils hinter seinem Landsmann Cătălin Geru war, 2010 und 2015 in der Division II sowie 2002, 2003, 2004, 2005, 2007, 2014 und 2016, als er im Alter von 42 Jahren erstmals als Mannschaftskapitän der Rumänen fungierte, in der Division I.
Zudem spielte er für Rumänien beim Qualifikationsturnier für die Olympischen Winterspiele 2006 in Turin.

## Erfolge
- 1998 Rumänischer Meister und Pokalsieger (2 mal) mit dem CSA Steaua Bukarest
- 1999 Rumänischer Meister und Pokalsieger mit dem CSA Steaua Bukarest
- 2000 Rumänischer Pokalsieger mit dem CSA Steaua Bukarest
- 2001 Rumänischer Meister mit dem CSA Steaua Bukarest
- 2001 Aufstieg in die Division I bei der Weltmeisterschaft der Division II, Gruppe B
- 2002 Rumänischer Meister und Pokalsieger mit dem CSA Steaua Bukarest
- 2003 Rumänischer Meister mit dem CSA Steaua Bukarest
- 2004 Rumänischer Pokalsieger mit dem CSU Steaua Bukarest
- 2005 Rumänischer Meister und Pokalsieger mit dem CSA Steaua Bukarest
- 2006 Rumänischer Meister mit dem CSA Steaua Bukarest
- 2006 Aufstieg in die Division I bei der Weltmeisterschaft der Division II, Gruppe A
- 2008 Rumänischer Pokalsieger mit dem CSA Steaua Bukarest
- 2008 Aufstieg in die Division I bei der Weltmeisterschaft der Division II, Gruppe A
- 2011 Rumänischer Pokalsieger (Herbstaustragung) mit dem CSA Steaua Bukarest
- 2015 Aufstieg in die Division I, Gruppe B, bei der Weltmeisterschaft der Division II, Gruppe A

## MOL-Liga-Statistik
(Stand: Ende der Saison 2011/12)